# Riverbank Arena
Riverbank Arena (wcześniej określany jako Olympic Hockey Centre) - stadion zlokalizowany na terenie Parku Olimpijskiego w Londynie, budowany na potrzeby Letnich Igrzysk Olimpijskich 2012 oraz towarzyszących im igrzysk paraolimpijskich. Budowa obiektu rozpoczęła się w 2011 roku, zaś ostatecznie zakończyła w maju 2012. Stadion był miejscem rozgrywania olimpijskiego turnieju hokeja na trawie, a także turniejów piłki pięcioosobowej i piłki siedmioosobowej podczas igrzysk paraolimpijskich. 
Obiekt składał się z dwóch boisk: głównego i treningowego. Maksymalna pojemność trybun wynosiła 15000 widzów. Po raz pierwszy w historii igrzysk kolorem murawy do hokeja na trawie nie był zielony, lecz niebieski. Dla lepszego kontrastu piłki miały kolor żółty. 
Po zakończeniu obu imprez obiekt został rozebrany. Planowana jest jego odbudowa w innej części Parku Olimpijskiego, w ramach projektu mającego na celu znalezienie dla terenów poolimpijskich nowych zastosowań. "Nowa" Riverbank Arena będzie stadionem znacznie mniejszym, liczącym ok. 3 tysięcy miejsc dla widzów, choć zachowana zostanie techniczna możliwość powrotu do jej olimpijskiej pojemności. Będzie stadionem wielofunkcyjnym, jednak prawdopodobnie używanym głównie do organizacji meczów piłki nożnej, a okazjonalnie także hokeja na trawie. W 2015 mają tam zostać rozegrane mistrzostwa Europy w tej dyscyplinie. 
Wstępne zainteresowanie przejęciem stadionu w charakterze swojej stałej siedziby wyraził klub Leyton Orient F.C., występujący obecnie w Football League One, trzeciej klasie rozgrywkowej w systemie angielskiego futbolu.